# Tuglie
Tuglie ist eine südostitalienische Gemeinde (comune) mit 5054 Einwohnern (Stand 31. Dezember 2023) in der Provinz Lecce in Apulien. Die Gemeinde liegt etwa 32,5 Kilometer südsüdwestlich von Lecce im Salento.

## Geschichte
Ab dem 13. Jahrhundert ist eine Ortschaft namens Casale Tulli bekannt.

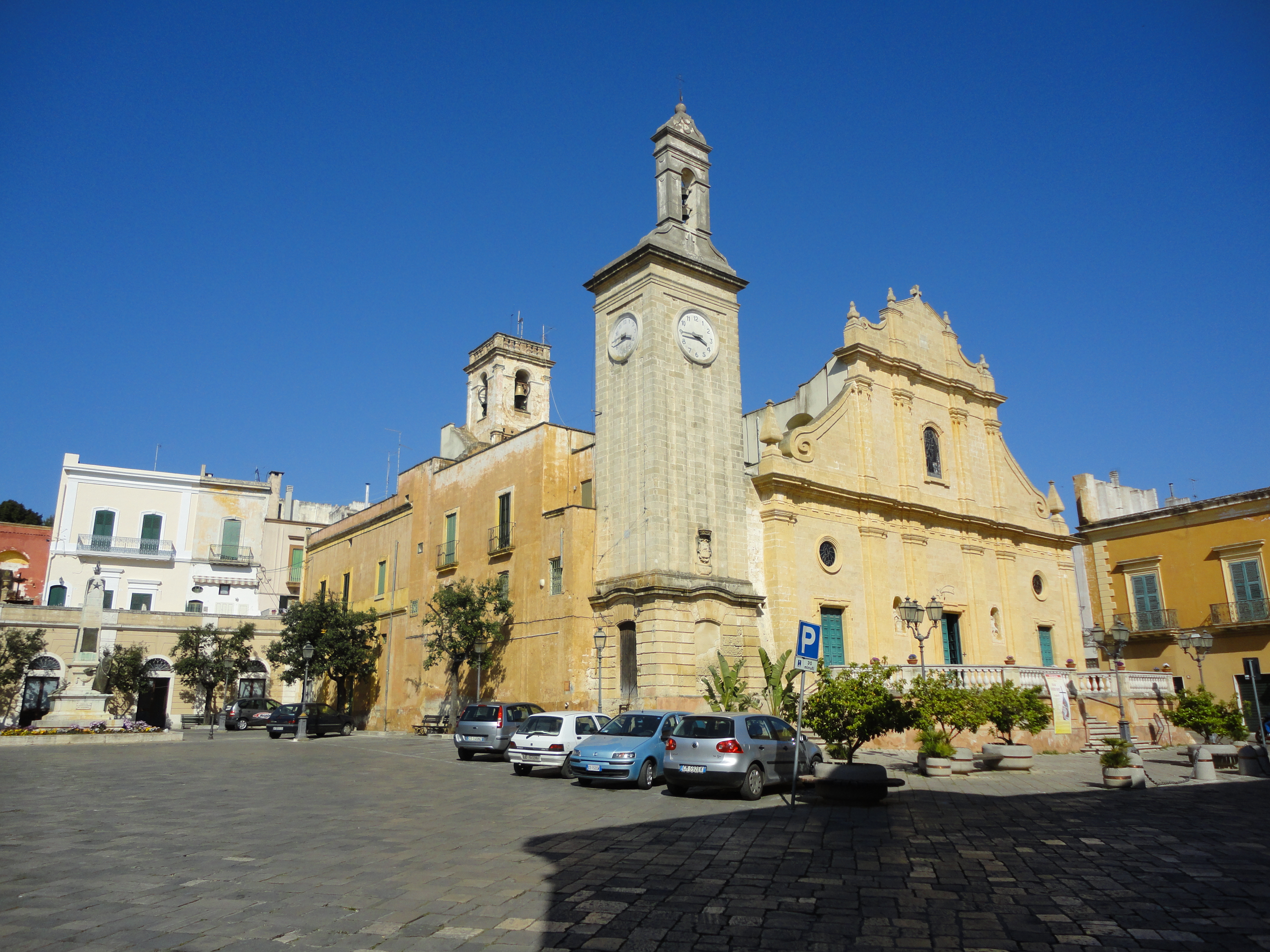
Tuglie – Giuseppe-Garibaldi-Platz

## Verkehr
Der Bahnhof von Tuglie liegt an der Bahnstrecke Novoli–Gagliano Leuca.

## Gemeindepartnerschaft
- Villaverla, Provinz Vicenza seit 2006